# Cisma ortodox del 2018
El cisma Moscou-Constantinoble, també conegut com el cisma de l'Església ortodoxa de 2018, va ser un cisma que va començar el 15 d'octubre de 2018 quan l'Església Ortodoxa Russa va tallar unilateralment la plena comunió amb el Patriarcat Ecumènic de Constantinoble.
Això va succeir en resposta a una decisió del sínode del Patriarcat Ecumènic de l'11 d'octubre de 2018, que va confirmar la intenció d'avançar cap a la concessió de autocefàlia (independència) a l'Església Ortodoxa Ucraïnesa, per restablir un stauropegion del Patriarca Ecumènic a Kiev, per revocar el vincle legal de la carta de 1686 que va portar a l'Església Ortodoxa Russa a establir la jurisdicció sobre l'Església Ucraïnesa, i per aixecar les excomunions que van afectar el clergat i fidels de dues esglésies ortodoxes no reconegudes a Ucraïna. Aquestes dues esglésies, l'Església Ortodoxa Autocèfala Ucraïnesa (UAOC) i l'Església Ortodoxa Ucraïnesa - Patriarcat de Kiev (UOC-KP), competien amb l'Església Ortodoxa Ucraïnesa (Patriarcat de Moscou) (UOC-MP) i eren, i encara són, considerades cismàtiques pel Patriarcat de Moscou.
En el seu sínode, el 14 de setembre de 2018, el Patriarcat de Moscou havia interromput la participació en assemblees episcopals, discussions teològiques, comissions multilaterals i altres estructures que estan presidides o copresidides per representants del Patriarcat Ecumènic. En la seva declaració del 15 d'octubre, l'Església Ortodoxa Russa va prohibir a tots els membres del Patriarcat de Moscou participar en la comunió, el baptisme i el matrimoni a qualsevol església controlada pel Patriarcat Ecumènic.
El cisma forma part d'un conflicte polític més ampli que involucra l'annexió de Crimea i la seva intervenció militar a Ucraïna el 2014, així com el desig d'Ucraïna d'entrar com a membre a la Unió Europea i l'OTAN. El 28 de novembre de 2018, el president ucraïnès, Petrò Poroixenko, va declarar que Rússia va provocar l'incident de l'Estret de Kertx per obligar Ucraïna a declarar la llei marcial i, per tant, evitar que Ucraïna rebés les seves tomos (decret formal) d'autocefàlia.
Aquest cisma recorda el cisma Moscou-Constantinoble de 1996 sobre la jurisdicció canònica sobre Estònia, que no obstant això es va resoldre després de menys de tres mesos.
El doctor en teologia Cyrill Govorun (Regne Unit) de la UOC-MP va argumentar que la ruptura de la comunió entre les esglésies de Moscou i Constantinoble no va constituir un cisma real (com el cisma de 1054), sinó una esquerda o escletxa.